# Casa de raport de pe str. Alexandru cel Bun, 19 (Chișinău)
Casa de raport de pe str. Alexandru cel Bun, 19 este o clădire amplasată pe str. Alexandru cel Bun, 19 în Chișinău, Republica Moldova. Este un monument arhitectural de importanță națională inclus în Registrul monumentelor Republicii Moldova ocrotite de stat cu nr. 59 (municipiul Chișinău). Datează de la înc. sec. XX.